# Цинеман, Аркадий Львович
Аркадий Львович Цинема́н (р. 1923) — советский кинорежиссёр и сценарист.

## Биография
Родился 9 ноября 1923 года в Москве. Участник Великой Отечественной войны с 1 июня 1943 года. Служил авиамотористом. Член ВКП(б) с 1946 года. В кино с 1952 года. В 1964 году окончил ВГИК (курс А. М. Згуриди). Работал в игровом и научно-популярном кино, режиссёр и сценарист киностудии «Центрнаучфильм».

## Фильмография

### Режиссёр
- 1964 — Розыск продолжается [1]  (пр. МКФ в Оберхаузене, 1965)
- 1966 — Горькая хроника
- 1967 — Ни дня без «Правды»
- 1970 — Молодой балет мира
- 1971 — Нетерпимость
- 1973 — Разговор на равных
- 1974 — 5-й международный
- 1976 — Мастерство
- 1977 — Спорт, эмоции, мысль
- 1978 — Ранний рассвет
- 1981 — Лёгкая атлетика. Прыжки. Олимпиада-80
- 1982 — Большой теннис
- 1983 — Мы и скульптура [2]
- 1985 — Михаил Ромм. Исповедь кинорежиссёра [3]
- 1989 — Михаил Шемякин. Исповедь художника [4] (автор сценария)
- 1993 — Великий Матисс [5] (автор сценария)

## Награды и премии
- Государственная премия СССР (1987) — за постановку документального фильма «Михаил Ромм. Исповедь кинорежиссёра»
- орден Отечественной войны II степени (6.4.1985)
- медали